# Maski Show
Maski Show (tiếng Nga: Маски-шоу) là một chương trình truyền hình giải trí hài hước theo phong cách kịch câm do Đoàn hề kịch Maski thực hiện. Chương trình lần đầu xuất hiện trên kênh RTR vào năm 1992 và duy trì đến năm 2006.

## Diễn viên
- Georgy Delyev (1984—н. в.)
- Boris Barsky (1984—н. в.)
- Natalia Buzko (1984—н. в.)
- Igor Malakhov (1984—н. в.)
- Aleksandr Postolenko (1984—н. в.)
- Mikhail Voloshin (1984—н. в.)
- Vladimir Komarov (1984—1987, 1989—2002, 2006)
- Yury Skovorodnev (1984—1992)
- Vadim Poplavsky (1992—1993)
- Evelina Blyodans (1992—1997, 2001, 2003-2005)
- Oleg Yemtsev (1992—2000)
- Albert Kasparyants (1992—1995)
- Valentin Opalyov (1992—1995)
- Yury Stystkovsky (1992—1995)
- Аleksey Agopyan (1992—1995)
- Yana Delyeva (1992—1995)
- Yegor Zarev (1992—1995)